# Alesa
Genre
Alesa est un genre d'insectes lépidoptères de la famille des Riodinidae qui résident tous dans le nord de l'Amérique du Sud en zone tropicale.
Ce genre se distingue par un vaste dimorphisme sexuel qui recule quelque peu chez une seule espèce. Le corps est mince, la tête est large et inclinée, avec un front plat et des palpes courts étroitement apprimés (aplatis). Les antennes sont très longues, légèrement épaissies à leurs extrémités. L'abdomen est long, mince chez le mâle, gros chez la femelle, mais également étiré. Les ailes antérieures sont longues avec un bord distal très oblique. Les ailes postérieures sont rondes, surtout chez la femelle. Cellules de toutes les ailes fermées, le radial supérieur prend naissance avec la 3ème veine sous-costale du même endroit. La coloration des femelles est brun terreux, celle des mâles variable, mais avec un éclat métallique.

## Dénomination
Le nom Alesa leur a été donné par Edward Doubleday en 1847.
Synonyme :Mimocastnia Seitz 1913

## Liste des espèces
- Alesa amesis (Cramer, 1777); présent en Guyane, en  Équateur en Guyana, en Colombie, au Venezuela, au Brésil et au Pérou.
- Alesa fournierae Lathy, 1958; présent au Brésil.
- Alesa hemiurga Bates, 1867; présent au Brésil.
- Alesa lipara Bates, 1867; présent au Brésil.
- Alesa prema (Godart, [1824]); présent  en Colombie, au Venezuelaet à Trinité-et-Tobago.
- Alesa rothschildi (Seitz, [1917]); présent en Guyane et en Guyana.
- Alesa telephae (Boisduval, 1836); présent en Guyane et au Brésil.
- Alesa thelydrias Bates, 1867; présent au Brésil.

### Source
- Alesa sur funet
- Alesa sur Tree of Life
- Seitz, A., 1916. Family:Erycinidae. In A. Seitz (editor), Macrolepidoptera of the world, vol. 5: 617–738. Stuttgart: Alfred Kernen.[1] aussi disponible en PDF